# 安德公主 (元魏)
安德公主（?—?），河南郡洛阳县（今河南省洛阳市东）人，魏孝文帝孙女，清河文献王元怿之女。

## 生平
魏孝武帝在洛阳时期，有三个堂姐妹没有嫁人，分别是平原公主元明月、安德公主和元蒺藜，她们成为魏孝武帝的情人。永熙三年（534年），魏孝武帝西迁关中，带走了元明月，元蒺藜上吊自杀。
北齐天保六年（555年），齐文宣帝高洋渐渐昏昧狂乱，于是把嫂子文襄敬皇后迁居到高阳的住宅，并夺取了她家的府库，齐文宣帝说:“我哥哥以前奸污了我的妻子，我现在要报复。”齐文宣帝于是强奸了文襄敬皇后。高氏的妇女无论关系亲疏，都让身边的人在自己面前乱交，用葛麻做成粗绳，命令安德公主骑上去，让人推引，又命令胡人极度侮辱安德公主。

## 造像记
东魏兴和四年六月四日（542年7月1日），安德公主为已故的丈夫妹妹当男制造了释迦摩尼像一区，该造像记现藏于邯郸市博物馆。